# Cyclodes replenens
Cyclodes replenens är en fjärilsart som beskrevs av Walker 1858. Cyclodes replenens ingår i släktet Cyclodes och familjen nattflyn. Inga underarter finns listade i Catalogue of Life.